# دوو
دوو (به کره‌ای: 대우، به انگلیسی: Daewoo) شرکت خوشه‌ای کره‌ای بود، که در تاریخ ۲۲ مارس ۱۹۶۷ توسط کیم وو چونگ، در شهر سئول تأسیس شد. نام شرکت دوو از دو بخش (Dae) که در زبان کره‌ای، به معنی عالی و (woo) که از نام بنیانگذار این شرکت گرفته شده‌است.
تا پیش از بحران مالی آسیا در سال ۱۹۹۷، شرکت دوو، پس از هیوندای، دومین شرکت بزرگ در کشور کره جنوبی محسوب می‌شد. شرکت‌های سامسونگ و ال‌جی نیز، در رتبه‌های سوم و چهارم قرار داشتند. شرکت دوو دارای بیش از ۲۰ شرکت تابعه و زیرمجموعه بود، که برخی از آن‌ها مانند دوو الکترونیکس، تاتا دوو و کشتی‌سازی دوو امروزه به عنوان شرکت‌های مستقل، در زمینه‌های مختلف صنعتی، فعالیت می‌نمایند. اما کارخانه‌های خودروسازی آن به جنرال موتورز فروخته شد که امروزه جی‌ام کره را تشکیل می‌دهند.

## نگارخانه

برج‌های آن‌العماد که توسط بخش ساختمانی شرکت دوو ساخته شده‌اند، در طرابلس، لیبی
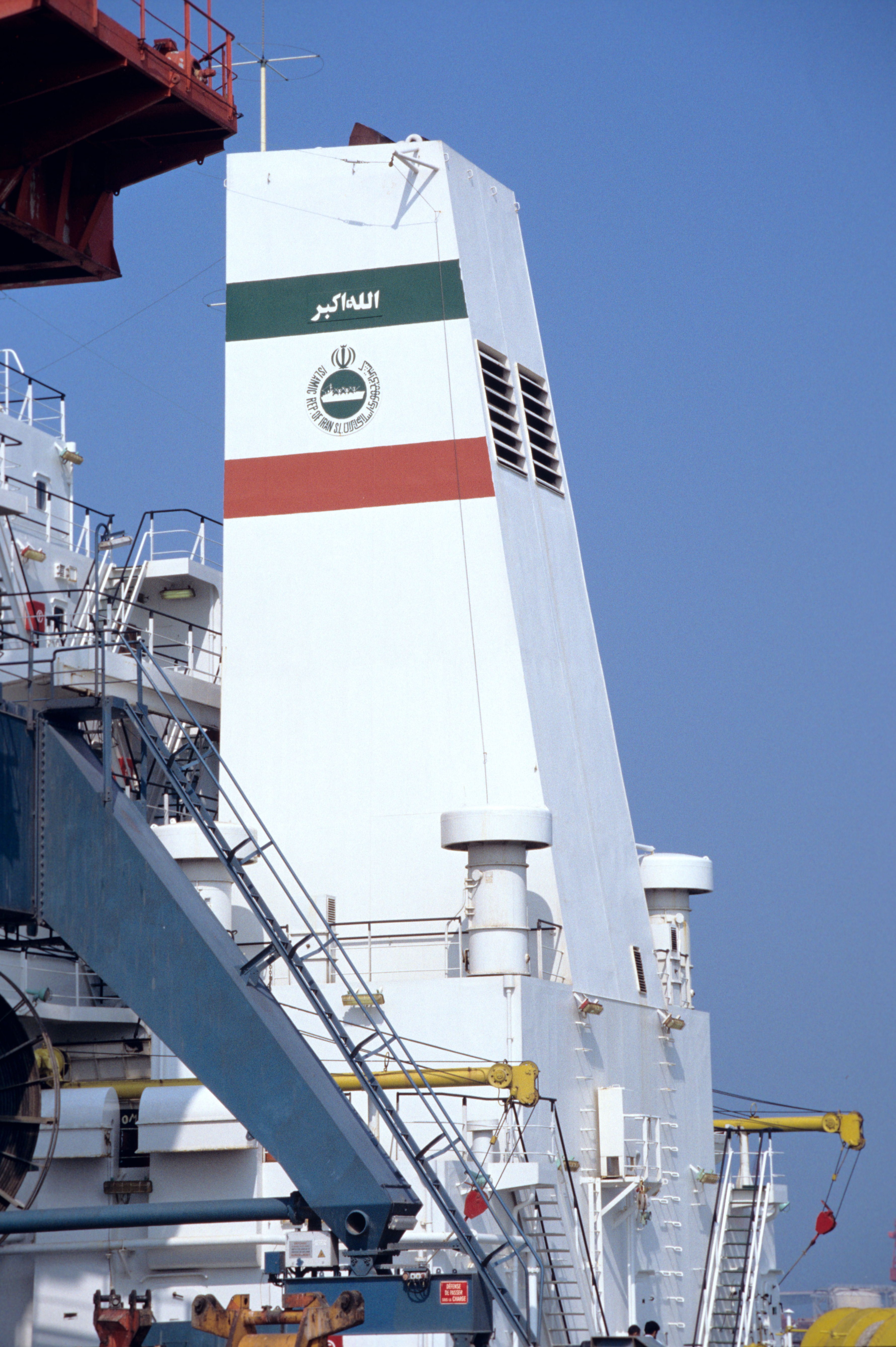
کشتی "ایران صدر" ساخته شرکت دریایی دوو در سال ۱۹۸۵
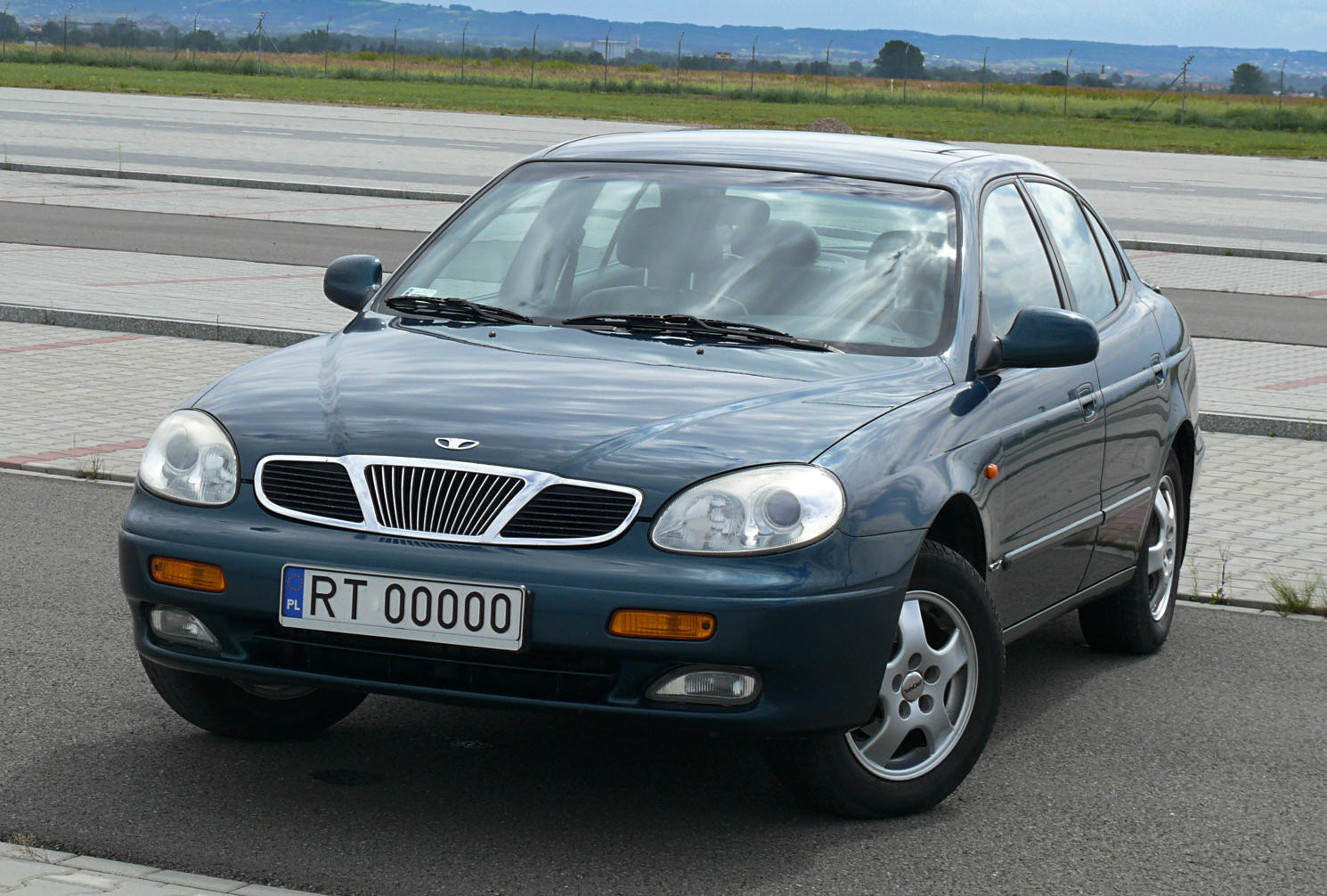
دوو موتورز، لگانزا، مدل ۱۹۹۷